# ヨハン・ゴットフリート・シャドウ

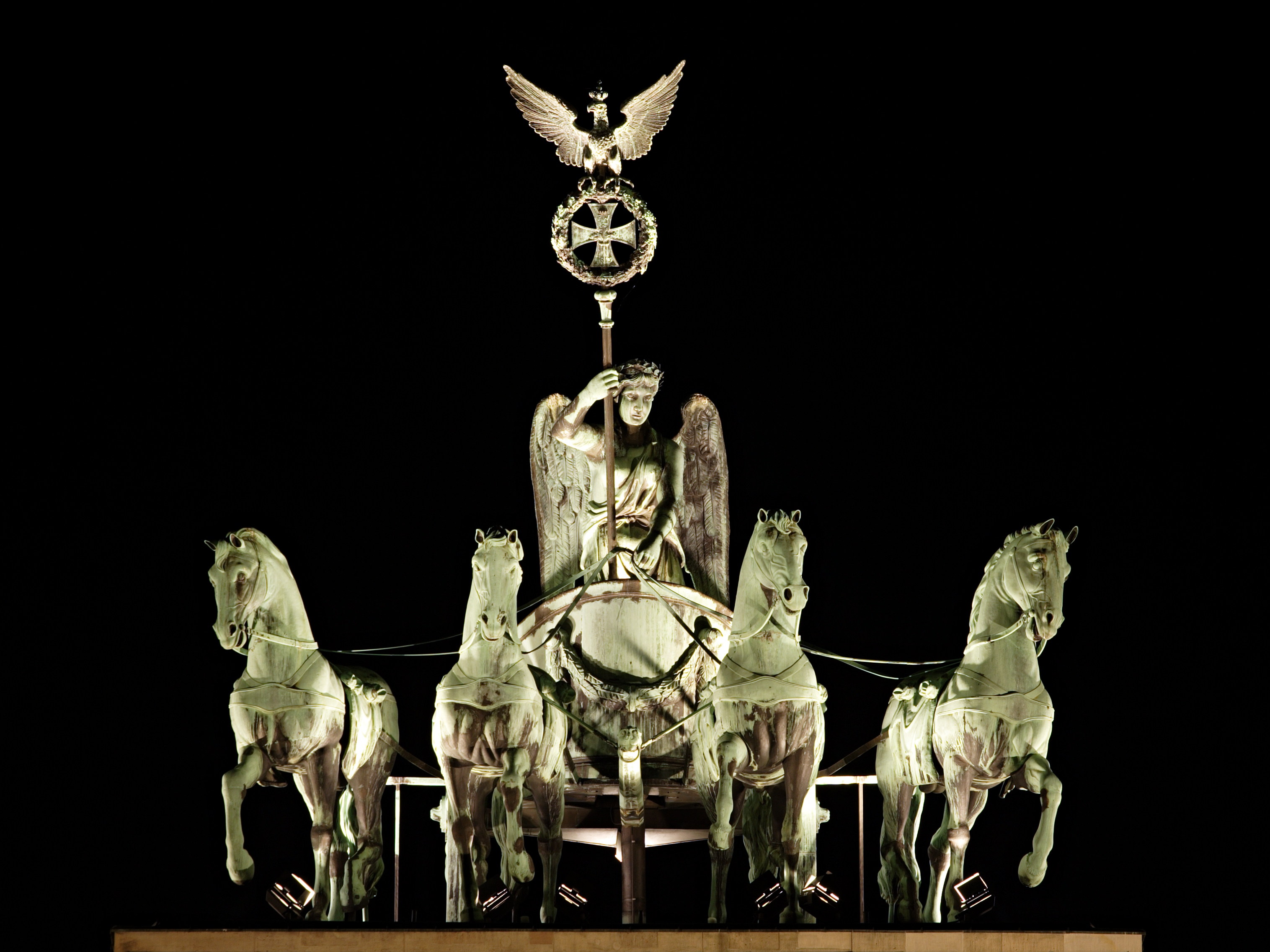
ブランデンブルク門の上に設けられたシャドウの彫刻

ヨハン・ゴットフリート・シャドウ（Johann Gottfried Schadow、1764年5月20日 - 1850年1月27日）は、ドイツの彫刻家である。

## 略歴
ベルリンの仕立て屋の息子に生まれた。幼い頃から絵の才能を見せ、1776年から絵を学び始めたが1778年に彫刻に転じ、フランドル出身のプロイセンの宮廷彫刻家のジャン＝ピエール＝アントワーヌ・タサエールの弟子になった。1778年からプロイセン王立芸術アカデミーで学んだ。
師のタサエールのお気に入りの弟子となり、娘のアンリエット＝フェリシテ・タサエールと結婚して宮廷彫刻家の地位を継ぐことを望まれたが、すでに恋人ができていて、1785年にシャドウは恋人とイタリアに移った。ヴェネツィア、フィレンツェを経てローマに移り、しばらくスイス出身の彫刻家アレクサンダー・トリッペル(de:Alexander Trippel)の工房で働いた。翌年、アカデミーの賞を得た。ローマでは新古典主義のドイツの画家、ハインリヒ・フリードリヒ・フューガーやオーストリア出身の彫刻家、フランツ・アントン・ツァウナー(de:Franz Anton von Zauner)、イタリアの彫刻家、アントニオ・カノーヴァらと友人になった。1785年に結婚した最初の妻との間にルドルフ（Rudolf Schadow:1786-1822）とフリードリッヒ・ヴィルヘルム(Friedrich Wilhelm von Schadow:1788-1862)が生まれ、ルドルフは後に彫刻家となり、フリードリッヒ・ヴィルヘルムは画家となった。
1787年にベルリンに戻った。ベルリンでは、ベルリン王立磁器製陶所の陶磁器の絵付けなどもした。1788年に彫刻の師であったタサエールが亡くなり、タサエールの最後の仕事を引き継ぎ、プロイセン美術アカデミーの会員に選ばれ、教授に任じられた。
1805年に美術アカデミーの副会長になり、1814年にベルリン芸術家協会(de:Berlinischen Künstlerverein)を設立し、議長になった。1816年にプロイセン王立芸術アカデミーの校長になった。1815年に最初の妻が亡くなり、1817年に再婚した。2番目の妻との間に4人の子供が生まれ、その中でフェリックス・シャドウ(1819-1861)は画家になった。政治にも関心を持ち1827年にベルリンの代議員になった。1836年頃から目を痛め彫刻の仕事はしなくなった。1839年に75歳で引退した。

## 作品

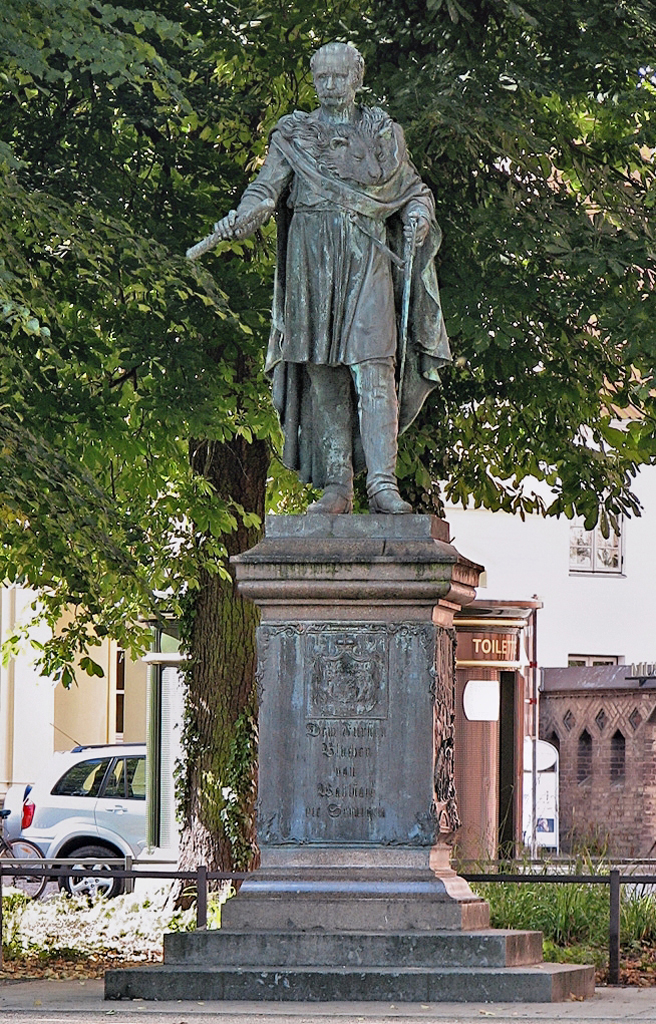
ゲプハルト・レベレヒト・フォン・ブリュッヘルの像
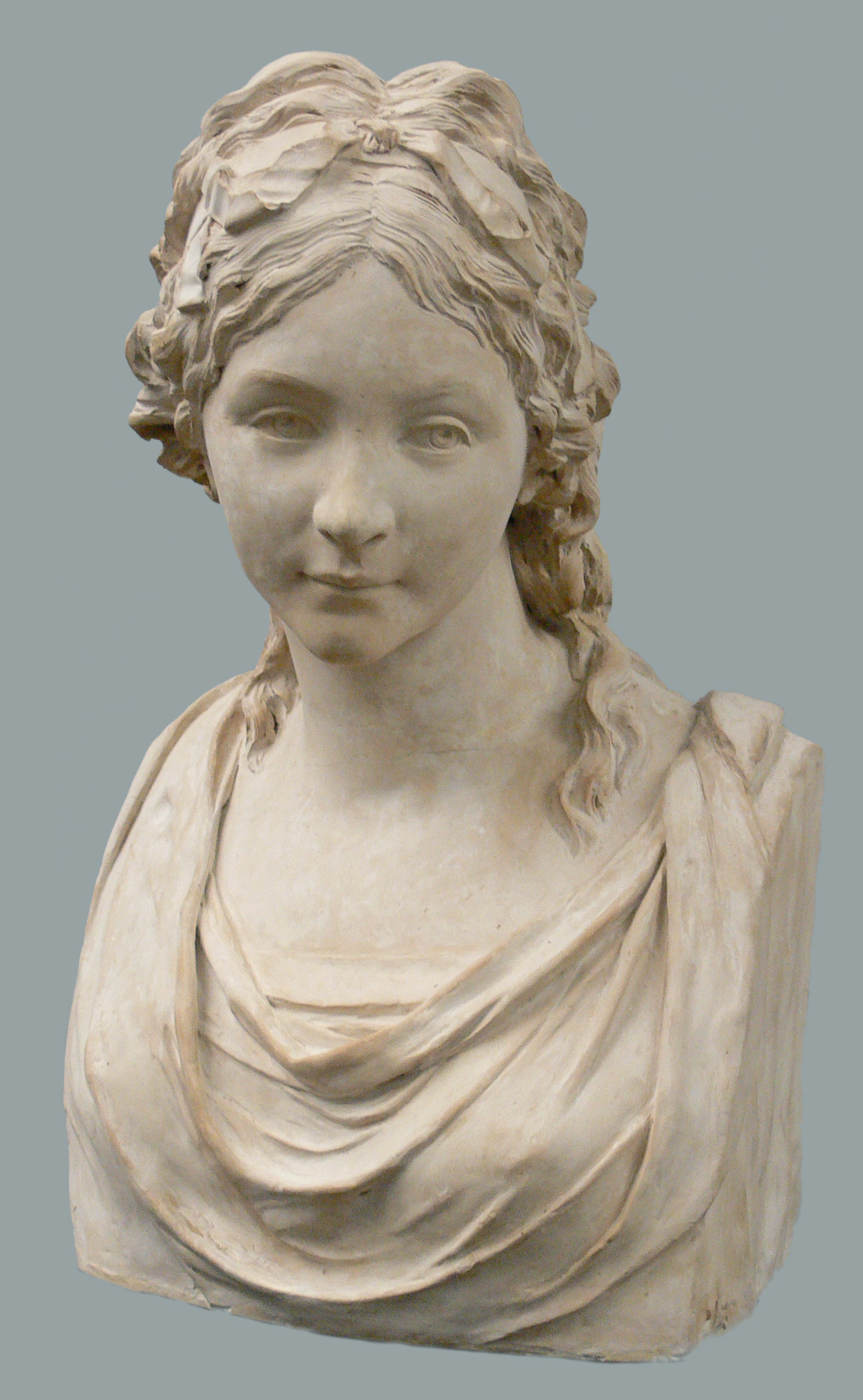
皇女フリーデリケ
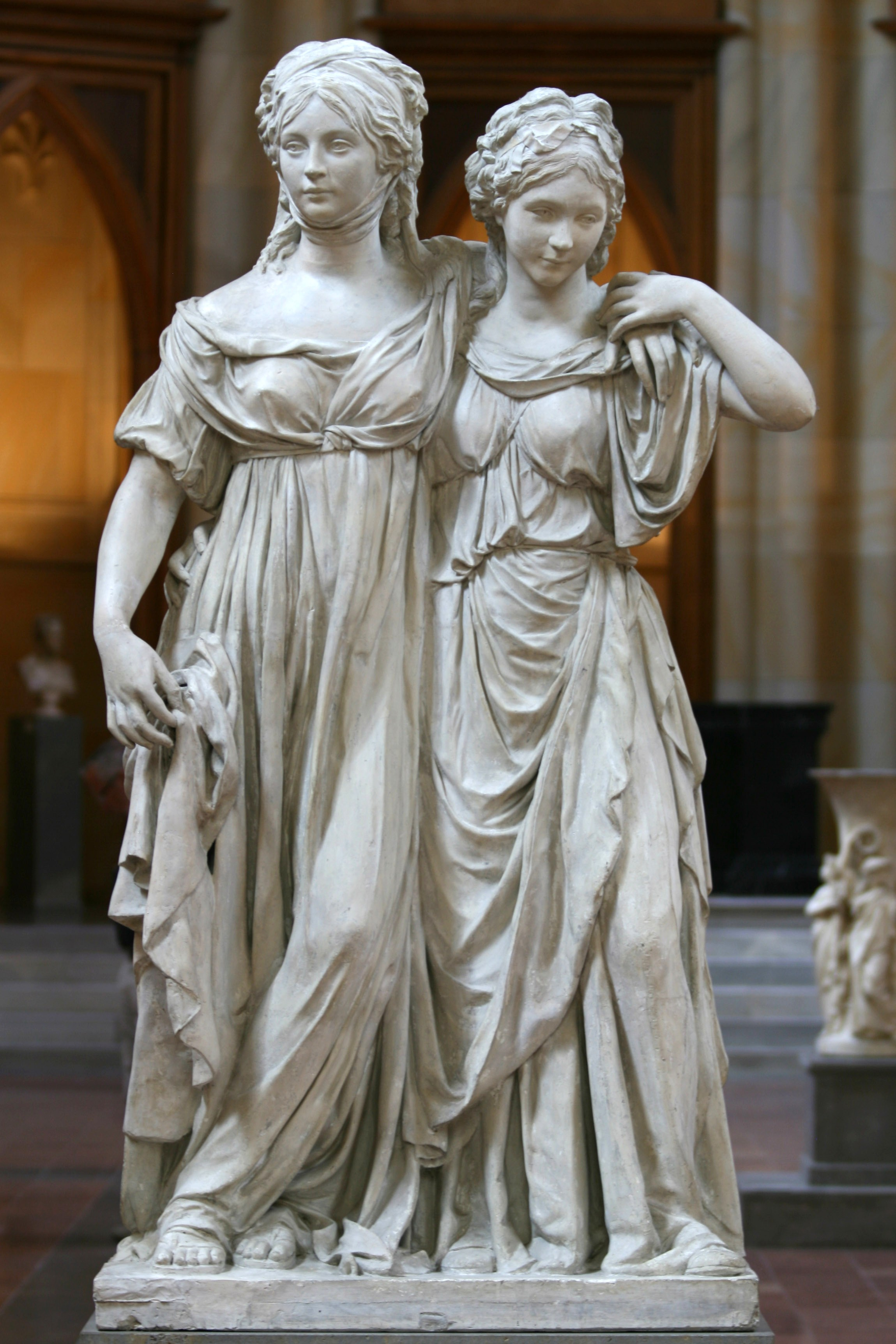
ルイーゼとフリーデリケ